# Nienstedt
Nienstedt là một đô thị ở huyện Mansfeld-Südharz, Saxony-Anhalt, nước Đức. Đô thị Nienstedt có diện tích 9,96 km².